# اچ‌ام‌اس جی۳
اچ‌ام‌اس جی۳ (به انگلیسی: HMS J3) یک زیردریایی بود. این زیردریایی در سال ۱۹۱۵ ساخته شد.